# Исенко, Виктор Васильевич
Ви́ктор Ва́сильевич Исенко (род. 24 апреля 1947) — советский футболист, нападающий, полузащитник.
В 1965 году играл за дубль одесского «Черноморца». С 1966 года — в составе «Судостроителя» Николаев, в 1967—1969 годах в классе «Б» провёл 33 матча, забил три гола. Полуфиналист Кубка СССР 1969 года. Карьеру в командах мастеров завершил в 1971 году в клубе второй лиги СКА Одесса.